# Sporophila pileata
El semillero capirotado, gargantillo de capucha (en Uruguay) o corbatita boina negra (en Argentina, Paraguay y Uruguay) (Sporophila pileata),  es una especie de ave paseriforme de la familia Thraupidae perteneciente al numeroso género Sporophila. Es nativo del centro oriental de América del Sur.

## Distribución y hábitat
Se distribuye por el centro y sur de Brasil (desde el sur de Mato Grosso y sur de Minas Gerais) hacia el sur hasga el oeste de Río Grande do Sul, este de Paraguay hasta el noreste de Argentina (Corrientes y Misiones), localmente hasta el norte de Uruguay; también localmente en el extremo noreste de Bolivia (Santa Cruz).
Habita en cerrados más abiertos, sabanas, pastizales altos maduros y pastajes ligeramente pastoreados, desde el nivel del mar hasta los 1200 m de altitud. Es residente en la mayor parte de su rango, y migratoria en la parte sureña, muchas o la mayoría de las poblaciones de Argentina, Uruguay y extremo sur de Brasil se repliegan hacia el norte desde el fin de febrero, retornando en noviembre.

## Sistemática

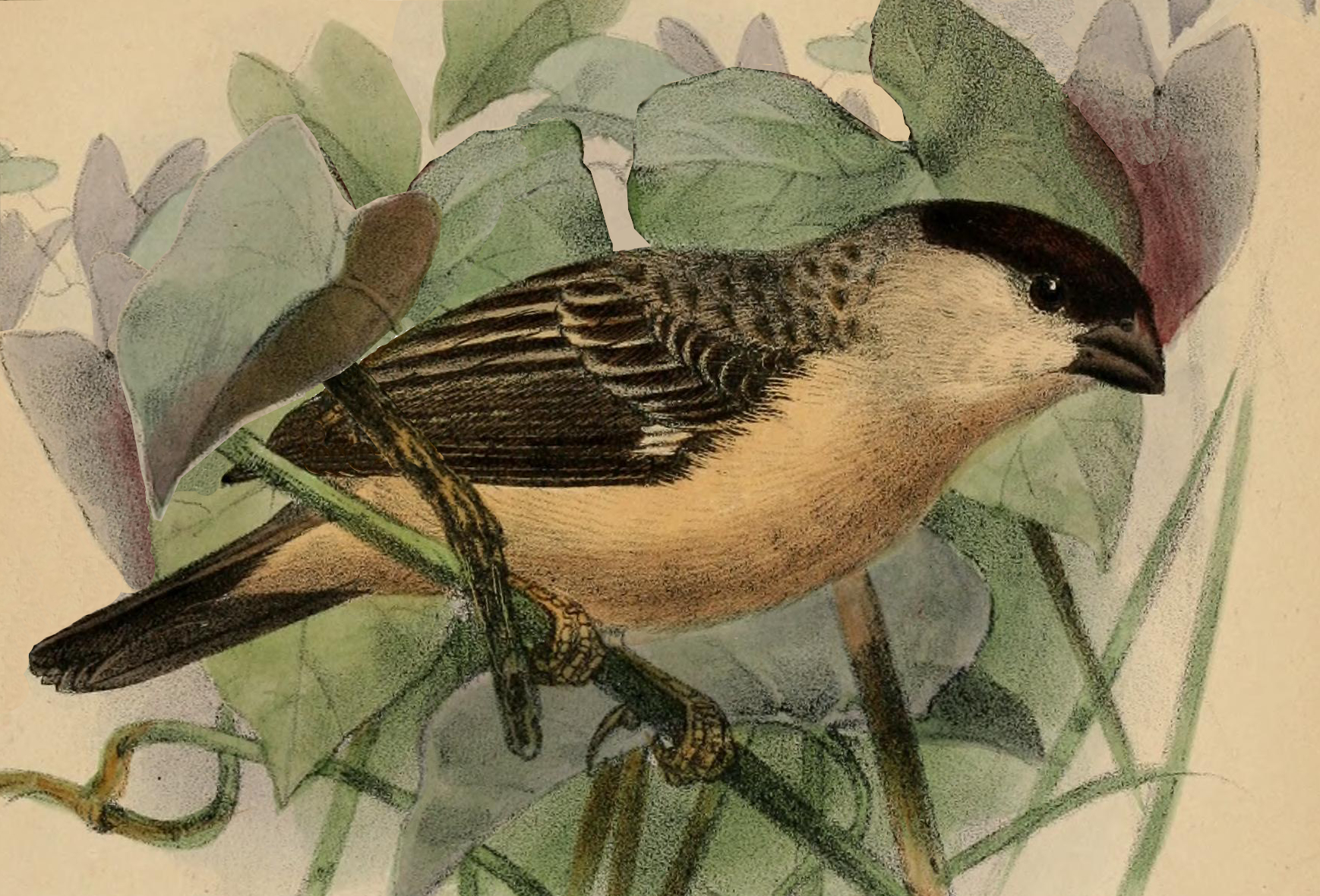
Spermophila pileata, macho; ilustración de Keulemans en The Ibis, 1871.

### Descripción original
La especie S. pileata fue descrita por primera vez por el zoólogo británico Philip Lutley Sclater en el año 1865 bajo el nombre científico Spermophila pileata, la localidad tipo es: «Borda do Mato, São Paulo, Brasil».

### Etimología
El nombre genérico femenino Sporophila es una combinación de las palabras del griego «sporos»: semilla, y  «philos»: amante; y el nombre de la especie «pileata» proviene del latín  «pileatus» que significa «con capucha».

### Taxonomía
La presente especie fue descrita como una especie plena, pero durante mucho tiempo fue considerada sólo una subespecie de la Sporophila bouvreuil, es decir: Sporophila bouvreuil pileata, pero un profundo estudio de Machado y Silveira (2011) sobre todos los taxones que componen el complejo Sporophila bouvreuil encontró que debería ser tratado como especie separada. En la propuesta N° 502 al Comité de Clasificación de Sudamérica (SACC) fue aprobada la separación. La separación fue posteriormente corroborada por los estudios de Mason y Burns (2013) que encontraron que S. bouvreuil y S. pileata podrían ni ser especies hermanas.
Los datos presentados por los amplios estudios filogenéticos recientes demostraron que la presente especie es próxima de Sporophila hypochroma y el par formado por ambas es próximo de un clado integrado por S. palustris y S. hypoxantha + S. ruficollis.
Es monotípica.